# Goniada teres
Goniada teres är en ringmaskart som beskrevs av Treadwell 1931. Goniada teres ingår i släktet Goniada och familjen Goniadidae. Inga underarter finns listade i Catalogue of Life.